# Бобер Анатолій Миколайович
Анатолій Миколайович Бобе́р (нар. 4 листопада 1961, Іллічівськ) — український актор театру, майстер комедійного жанру. Заслужений артист України з 1999 року; лауреат Державної премії АР Крим за 1999 рік.

## Біографія
Народився 4 листопада 1961 року в місті Іллічівську (нині Чорноморськ, Одеська область, Україна). Протягом 1978—1986 років працював у Дніпропетровському театрі юного глядача. 1982 року закінчив Дніпропетровське театральне училище. У 1986—1989 роках — актор Дніпрпетровського театру драми і комедії імені Максима Горького; у 1990—1994 роках — Київського театру російської драми імені Лесі Українки; з 1994 року — Севастопольського російського драматичного театру імені Анатолія Луначарського.

## Ролі
- Бумбараш — «Бумбараш» за Аркадієм Гайдаром;
- Данко — «Легенда про Данко» за Максимом Горьким;
- Шариков — «Собаче серце» за Михайлом Булгаковим;
- Бертрам — «Кінь, що непритомніє» Француази Саган;
- Генка Безсмертний — «Севастопольський вальс» Костянтина Лістова;
- Дмитро — «Ілюзія обману» Михайла Резанова;
- Беня Крик — «Я вам розкажу про ту Одесу» за Ісаком Бабелем;
- Фелікс — «Подруга життя» Лева Корсунського;
- Той — «Той, хто отримує ляпаси» Леоніда Андреєва;
- Войницький — «Дядя Ваня» Антона Чехова;
- Сірано де Бержерак — «Імперія Місяця і Сонця» за п'єсою Едмона Ростана.